# Martins Creek, New South Wales
Martins Creek är en ort i Australien. Den ligger i kommunen Dungog och delstaten New South Wales, i den sydöstra delen av landet, omkring 150 kilometer norr om delstatshuvudstaden Sydney. Antalet invånare är 629.
Runt Martins Creek är det ganska tätbefolkat, med 67 invånare per kvadratkilometer.. Närmaste större samhälle är Clarence Town, omkring 16 kilometer öster om Martins Creek.
I omgivningarna runt Martins Creek växer huvudsakligen savannskog. Genomsnittlig årsnederbörd är 1 277 millimeter. Den regnigaste månaden är februari, med i genomsnitt 223 mm nederbörd, och den torraste är juli, med 46 mm nederbörd.